# قائمة الفلسطينيين الذي قتلوا على يد أجهزة الأمن الفلسطينية خلال الحرب الإسرائيلية الفلسطينية 2023–24
تسردُ هذه المقالة قائمةً بالفلسطينيين (مقاومين ومدنيين) ممن قتلتهم أجهزة الأمن الفلسطينية التابعة لحركة فتح في الضفة الغربيّة خلال الحرب الإسرائيلية الفلسطينية 2023–24.
المقالة على شكل جدول يحوي الاسم ثمّ معلومات شخصيّة لو توفّرت مع شرحٍ لسياق وظروف القتل.

## القائمة
أجهزة أمن السلطة الفلسطينية
أجهزة أمن السلطة الفلسطينية في الضفة الغربية هي مجموعة من الأجهزة الأمنية التي تعملُ تحت إشراف السلطة الوطنية الفلسطينية. شُكّلت هذه الأجهزة بعد اتفاقية أوسلو وتعمل على «الحفاظ على الأمن والنظام في المناطق الخاضعة لسيطرة السلطة الفلسطينية».
تشملُ هذه الأجهزة الأمن الوقائي وهو الجهاز المعني بجمع المعلومات الاستخباراتية ومكافحة الأنشطة التي تهدد أمن السلطة الفلسطينية وأمن إسرائيل، ثمّ المخابرات العامة وهو الجهاز الذي يختصُّ بجمع المعلومات وتحليلها، فضلًا عن الشرطة المدنية المسؤولة عن تنفيذ القانون والحفاظ على النظام العام والتحقيق في الجرائم وأجهزة أخرى.
الاتهامات بالعمالة
لطالما وُجِّهَت لأجهزة أمن السلطة الفلسطينية ومن أطراف عدّة اتهاماتٌ بالعمالة لإسرائيل وذلك لعدّة أسبابٍ على رأسها التنسيق الأمني بحيثُ تشارك هذه الأجهزة المعلومات الأمنيّة مع الشاباك وباقي أجهزة الأمن الإسرائيلية وذلك بغية «ضمان الاستقرار في الضفة الغربية» كما جاء في اتفاقية أوسلو. يرى الكثير في هذا التنسيق خيانة للقضية الفلسطينية، خاصة وأنّ التعاون بين الجهازين (أجهزة السلطة الفلسطينية من جهة وأجهزة المخابرات الإسرائيلية من جهة ثانيّة) أدى في الكثيرِ من المرات إلى اعتقال مقاومين فلسطينيين من قبل السلطات الإسرائيلية بناءً على معلومات مقدمة من السلطة الفلسطينية بل تسبب في اغتيالِ الكثير منهم بشكل مباشر أو غير مباشر.
لا تقوم الأجهزة الأمنية الفلسطينية بتشارك المعلومات حول المقاومين معَ إسرائيل فحسب بل تُضيّق على الحركات التي تُؤمن بالكفاحِ المسلّح ضد الاحتلال الإسرائيلي، وهو ما يُنظَر له خدمةً للمصالح الإسرائيلية، من خلالِ السعي إلى تقليل العمليات العسكرية ضد إسرائيل التي لا تتوقّف أبدًا عن اغتيالِ المقاومين وضمّ الأراضي وبناء البؤر الاستيطانيّة الجديدة في كل مرة.
عادةً ما تختفي كل الأجهزة الأمنية الفلسطينية (وهي تابعة لحركة فتح في المجمل) حين تقتحمُ إسرائيل مدن وبلدات الضفّة، وهو ما يدفعُ فلسطينيين إلى اعتبار أنّ هذه الأجهزة تعملُ تحت إملاءات خارجية من إسرائيل بالدرجة الأولى ومجرد أداة من أدوات إسرائيل لتنفيذ سياساتها والتي لن تكون في مصلحة الشعب الفلسطيني.
الوضع في الضفة بعد الطوفان
تصاعدت حدّة الاشتباكات بين فصائل المقاومة الفلسطينية الصغيرة في مناطق الضفة الغربية و‌جيش الاحتلال الإسرائيلي منذ بداية عملية طوفان الأقصى يوم السابع من أكتوبر 2023. هذا التصاعد استمرَّ حتى تحول لاشتباكات شبه يوميّة بين المقاومين على قلّتهم وضعف تسليحهم مع الجيش الإسرائيلي المدجج بأسلحة أفضل وأقوى.
حاولت إسرائيل خلال المعركة مع حماس والجهاد في غزة تقزيم وإسكات الضفة ونجحت في ذلك نسبيًا بفضل القبضة الأمنية القوية التي فرضتها وبفضلِ المساعدة من أجهزة الأمن الفلسطينية التي لا تُؤمن بالكفاحِ المسلّح وترى في الحلول السياسيّة والمفاوضات مع المحتلّ حلًا لاسترجاعِ فلسطين.
نُظّمت مَسيراتٌ كانت في أغلبها متواضعة في مدن وبلدات الضفة الغربيّة (وبشكل أقلّ بكثير في الداخل المحتل) ومع ذلك فقد حاولت أجهزة أمن السلطة قمعها من البداية وعدم السماح لها بالتحوّل لمسيرات غضب ضخمة خاصة في ظلِّ السخطِ الشعبي الفلسطيني على الرئيس محمود عباس والحركة التي يرأسها ومنظمة التحرير بصفة عامّة كما أظهرت ذلك عددٌ من استطلاعات الرأي الفلسطينية والدوليّة. لم يقتصر الأمر على المظاهرات فحسب، بل دخلت أجهزة الأمن في اشتباكات مع بعض المقاومين الفلسطينيين المطلوبين لدى الاحتلال وخلال هذه الاشتباكات قَتلت بعضهم.
القائمة
| الاسم          | تاريخ القتل    | المكان    | الحدث                                             | معلومات إضافيّة |
| -------------- | -------------- | --------- | ------------------------------------------------- | --- |
| رزان تركمان    | 18 أكتوبر 2023 | مخيم جنين | احتجاجاتٌ على مجزرة مستشفى المعمداني               | عقبَ مجزرة مستشفي المعمداني خرجت مظاهرة غاضبة في جنين تنديدًا بجرائم الاحتلال في غزة وتنديدًا كذلك بصمتِ السلطة الفلسطينية التي تعاملت مع الاحتجاجات بعنف محاولةً فضّها ما نجمَ عن اشتباكات مسلّحة. استخدمت السلطة الفلسطينية الرصاص الحيّ خلال محاولات الفض فقتلت الطفلة رزان تركمان (9 سنوات) في عينِ المكان وأصابت آخرين. |
| فراس تركمان    | 21 أكتوبر 2023 | مخيم جنين | احتجاجاتٌ على مجزرة مستشفى المعمداني               | تعرّض فراس هو الآخر لإصابةٍ بالرصاص الحيّ من أجهزة السلطة الفلسطينية التي قمت المظاهرات عقبَ مجزرة المعمداني. نُقل فراس للمشفى وظلَّ هناك لمدة 3 أيام قبل أن يُفارق الحياة متأثرًا بالإصابات التي لحقته. |
| محمود أبو لبن  | 25 أكتوبر 2023 | رام الله  | احتجاجاتٌ على مجزرة مستشفى المعمداني               | شاركَ محمود (18 سنة) ضمنَ مسيرة منددة بمجزرة مستشفى المعمداني وسط رام الله لكنّ المسيرة قُمعت من أجهزة السلطة الفلسطينية. داست الأخيرة عبر مركبة مدرعة الشاب أبو لبن ما تسبَّبَ له في إصاباتٍ خطيرة ثم ما هي إلّا أيامٌ حتى فارقَ الحياة في المستشفى. |
| محمد صوافطة    | 28 أكتوبر 2023 | طوباس     | احتجاجاتٌ على مجزرة مستشفى المعمداني               | محمّد (19 سنة) هو رابع فلسطيني يُقتل في غضون أيامٍ قليلةٍ خلال موجة الاحتجاجات التي اندلعت في الضفة الغربية عقبَ مجزرة المعمداني. أُصيب صوافطة إصابة حرجة في رأسه من سلاح مجنّد في قوات السلطة الفلسطينية، وذلك خلال المسيرة التي خرجت في طوباس تنديدًا بمجزرة المعمداني في قطاع غزة ثم فارق الحياة لاحقًا. |
| أحمد عبيدي     | 31 ديسمبر 2023 | جنين      | اغتيال مدبَّر غير معروف الدافع                      | كان أحمد عضوًا مقاوِما في كتيبة جنين ومن بينِ المطلوبين للاحتلال لكنّه قُتل برصاص أجهزة أمن السلطة في آخر يومٍ من عام 2023 ولم تُعرف دوافع هذا الاغتيال المدبَّر خاصة وأن الأجهزة الأمنية نصبت كمينًا للسيارة التي كانت تقلُّ عبيدي رفقة 3 مقاومين في الشارع الالتفافي شمال شرق جنين وأطلقوا عليهم النار، مما أدى إلى مقتل أحمد وإصابة زملائه الثلاثة. |
| محمد عرسان     | 23 مارس 2024   | جنين      | احتجاجات ضد السلطة للمطالبة بإطلاق سراح المقاومين | هدأت الأوضاع ضد السلطة الوطنية في الضفة الغربيّة لبضع شهور لكنها عادت للتصاعد في شهر آذار/مارس 2024 مع تزايد الاغتيالات الإسرائيليّة ضد المقاومين وصمت السلطة عن كل هذا بل والتعاون في بعض الحالات في اعتقال المطارَدين. عقبَ اغتيال إسرائيل لثلاثة من قادة المقاومة في مخيم جنين خرجت مسيرة شعبيّة غاضبة طالبت السلطة الإفراج عن المقاومين المعتقلين في سجونها وكان من بينهم محمّد عرسان (17 سنة) الذي أصابته رصاصةٌ في الرأس من أحد جنود السلطة ورغم محاولات الإنقاذ في غرفتي العمليات والعناية المركّزة إلّا أنه فارق الحياة. لم تكتفِ أجهزة السلطة بقتل الطفل محمّد، بل واعتدت بالضربِ على الذين شاركوا في جنازته في ظلِّ مطالبهم بالثأر والانتقام من السلطة التي يرونها عميلة للاحتلال.               |
| معتصم العارف   | 2 أبريل 2024   | طولكرم    | محاولة اعتقال معتصم من دون سبب                    | كانَ معتصم منتسبًا لكتيبة طولكرم (سرايا القدس) ومن بين المطلوبين للاحتلال. قُتل معتصم برصاص أجهزة الأمن الفلسطينية التي تُنسّق أمنيًا مع إسرائيل (الشاباك) وتُشاركه المعلومات حول المقاومين. عقبَ هذا الاغتيال اندلعت اشتباكاتٌ عنيفةٌ مع الأجهزة الأمنية في مخيم نور شمس حيث استهدفَ المقاومون مراكز حركة فتح بصليات الرصاص والقنابل اليدويّة متوعدين بالتصعيد في حالة ما لم تكفّ حركة فتح والأجهزة التابعة لها عن هذه المطارَدة ولعب هذا الدور القذر كما يرون. |
| أحمد أبو الفول | 1 مايو 2024    | طولكرم    | اغتيال لدافع غير معروف اشتباك مسلّح (مزاعم فتح)    | كان المقاوم في كتيبة طولكرم أحمد أبو الفول يستقلُّ سيارته ثم تعرض لوابلٍ من الرصاص الذي استهدفَ سيّارته من قبل أمن السلطة ما تسبب في مقتله لاحقًا. زعمت حركة فتح أنّ أحمد هو من بدأ إطلاق النار على العناصر الأمنية التابعة لها والأخيرة ردّت ومع ذلك فإنّ سمعة الحركة في العمالة والتنسيق الأمني مع إسرائيل لم تُساعدها في تثبيت روايتها لا في وسائل الإعلام ولا شعبيًا ولا حتى بين فصائل المقاومة التي أصدرت بيانات تستنكرُ ما حصل وأولها حماس التي وصفت ما يجري بالعار السياسي والسقوط الوطني فضلًا عن حركة الجهاد التي أدانت هي الأخرى هذه التصرفات، بل إنّ كتائب شهداء الأقصى نفسها وهي الذراع العسكري لفتح طالبت بمحاسبة قتلة أحمد أبو الفول منادية مجددًا بوقفِ ملاحقة المقاومين في كل محافظات الضفة. |
| محمد خطيب      | 25 مايو 2024   | طولكرم    | محاولة اعتقال محمّد                                | كان محمد خطيب (25 سنة) يسوق سيّارته في مدينة طولكرم قبل أن يتعرض لإطلاق نارٍ من أجهزة السلطة الفلسطينية ما تسبَّب في مقتله. محمّد هو الفلسطيني الثالث الذي يُقتل في مدينة طولكرم على يدِ أجهزة حركة فتح عدى عن القتلى الآخرين في أماكن ثانيّة ولأسباب متعدّدة. |
| شذى الصباغ     | 28 ديسمبر 2024 | جنين      | قتل خلال اشتباكات مسلحة                           | خلال اشتباكات مسلّحة في مخيم جنين، أُصيبت الصحفية شذى الصباغ برصاصة في الرأس أثناء تواجدها أمام منزلها. نُقلت إلى المستشفى حيث أُعلن عن وفاتها. بعد وفاتها، تبادلت الاتهامات بين عائلتها، التي اتهمت قوات الأمن الفلسطينية بقتلها، وبين الناطق باسم قوى الأمن، الذي نفى هذه الاتهامات. |